# 東赤谷駅
東赤谷駅（ひがしあかたにえき）は、かつて新潟県新発田市東赤谷にあった、日本国有鉄道（国鉄）赤谷線の駅（廃駅）である。赤谷線廃止に伴い1984年（昭和59年）4月1日に廃止された。当時の国鉄で唯一のスイッチバックの終着駅であった。

## 歴史
- 1941年（昭和16年）6月1日：赤谷 - 当駅間の運輸営業開始に伴い開業[1]。
- 1969年（昭和44年）10月1日：手荷物および小荷物の配達取扱廃止[1]。
- 1984年（昭和59年）
  - 1月20日：貨物の取扱廃止[1]。
  - 2月1日：荷物の取扱廃止[1]。
  - 4月1日：廃止[1]。

## 駅構造
赤谷からの列車はスイッチバックして駅構内に入るという変わった駅構造であった。これは、33‰という急勾配があったためである。旅客ホームは島式ホーム1面2線であった。
また、日鉄鉱業の専用線が2本存在した。それとは別に当駅から日鉄鉱業赤谷鉱山専用鉄道が出ていた。この鉄道は開業当初は軌間1067 mmであったが、1957年（昭和32年）には軌間610 mmで敷設し直され電化もされていた。
当駅の新発田寄りにはイギリス製の転車台があったが、大井川鐵道の千頭駅に移設され今なお現用されている。

## 駅周辺
駅前には日鉄の社宅が数十棟並んでいた。また、駅の開業前、昭和初期には「赤谷温泉ホテル」が営業していた。
- 焼峰山
- 棚橋山

## 隣の駅
日本国有鉄道
赤谷線
赤谷駅 - 東赤谷駅
日鉄鉱業
赤谷鉱山専用鉄道
東赤谷駅 - 赤谷鉄山駅